# Tonka Bay
Tonka Bay är en ort i Hennepin County i Minnesota. Vid 2010 års folkräkning hade Tonka Bay 1 475 invånare.